# Controllo di vicinato

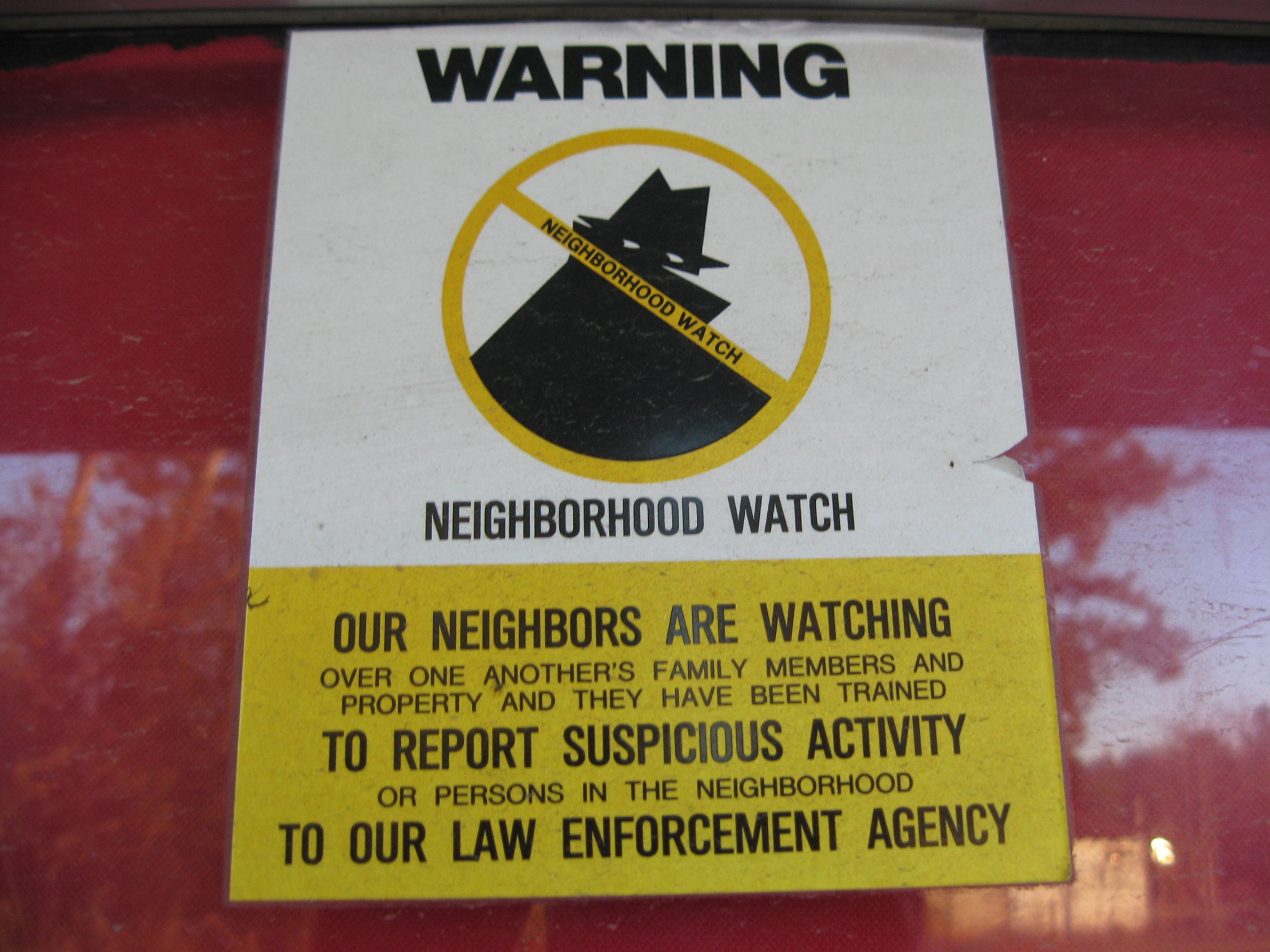
Esempio di cartello di Neighborhood Watch a Picayune, nel Mississippi (USA).

Controllo del Vicinato o Controllo di Vicinato (in inglese Neighborhood Watch), è un gruppo organizzato di civili dedicato alla prevenzione del crimine e degli atti vandalici all'interno di un quartiere. L'obiettivo della sorveglianza del vicinato include l'educazione dei residenti di una comunità sulla sicurezza e la realizzazione di quartieri sicuri e protetti. Tuttavia, quando si sospetta un'attività criminale, i membri sono incoraggiati a riferire alle autorità e non a intervenire.

## Storia
Il Controllo di Vicinato Iniziò a svilupparsi verso la fine degli anni ’60 negli Stati Uniti d’America, per arrivare in Europa per la prima volta negli anni ’80, a Molligton in Inghilterra.
In Italia la prima realtà di Controllo di Vicinato è arrivata solo nel 2009, nel comune di Caronno Pertusella, in provincia di Varese.

## Regolamentazione italiana
Il controllo di Vicinato si basa su un accordo tra Istituzioni, Forze dell’Ordine e cittadinanza, al fine di creare un clima di fiducia reciproca e di sicurezza.
Principalmente esistono chat virtuali, come ad esempio in WhatsApp, nelle quali i cittadini iscritti possono segnalare gli aspetti problematici o sospetti del loro quartiere. Per iscriversi a queste chat occorre compilare un modulo apposito, presentando un documento di identità valido, che verrà consegnato ai registri comunali.
I rapporti tra cittadinanza, Istituzioni e Forze dell’Ordine sono tenuti dai coordinatori, che sono scelti internamente ai gruppi stessi.
Ai cittadini è vietato qualsiasi tipo di intervento, che spetta solamente alle Forze dell’Ordine, ed è importante sottolineare che il Controllo di Vicinato si discosta totalmente da quello che è il fenomeno delle ronde.

## Lista di associazioni di sicurezza partecipata nel mondo

### Australia e Nuova Zelanda
- Neighbourhood Watch Australasia

### Brasile
- Zona Protegida

### Canada
- Block Parent Program
- Safe City Mississauga

### Corea del Nord
- Inminban

### Europa
- EUNWA – European Neighbourhood Watch Association

### Indonesia
- Senkom Mitra Polri

### Italia
- Associazione Controllo del Vicinato
- Associazione Nazionale Controllo di Vicinato

### Namibia
- Pioneerspark Neighbourhood watch

### Norvegia
- Natteravnene

### Olanda
- Buurtpreventie

### Regno Unito
- Neighbourhood Watch
- PubWatch
- Shomrim

### Russia
- Voluntary People's Druzhina

### Stati Uniti
- Citizen Observer
- Crimestoppers
- Guardian Angels
- National Neighborhood Watch Program
- National Night Out - National Association of Town Watch
- Neighborhood Watch Programs
- Shomrim